# Love's Sacrifice (film 1916)
Love's Sacrifice è un film muto del 1916 diretto da William H. Clifford.

## Distribuzione
Distribuito dalla Authors' Film Company, uscì nelle sale cinematografiche USA nel marzo 1916.